# Església de la Vera Cruz (Santa Cruz de la Sierra)
L'església parroquial de Santa Cruz de la Sierra està situada en el lateral nord de la plaça principal d'aquest municipi de la província de Càceres (Extremadura), prop de l'autovia del Sud-oest o A-5.
Segons els indicis dels que es disposa actualment, va ser construïda al lloc d'una mesquita que fou construïda sobre una antiga basílica visigoda que al seu torn va reutilitzar les restes d'un primitu temple romà.

## Descripció
L'edifici, d'extenses proporcions, té una planta rectangular. Es va construir principalment amb maons i carreuat de granit.
Hi ha dues portades a l'església: una de mig punt i per la qual s'accedeix a l'edifici de forma habitual i una altra de final del segle xv d'estil gòtic.
La torre és als peus del temple, és de mitjana altura i té obertures de mig punt. Va ser restaurada durant els anys 80 del segle xx.
L'interior del temple té una única nau central coberta amb una taulada de fusta a dues aigües que es divideix en trams per tres arcs ogivals sobre columnes amb capitells decorats amb moldures gòtiques.

## Contingut artístic
El contingut artístic destaca per un púlpit de granit de la darreria del segle xv o principi del xvi, la pica baptismal del segle xvi i distintes imatges barroques, de les quals destaquen les de Rita de Càssia i la Mare de Déu de la Consolació. El retaule major, del segle xvii, mostra imatges de verges i sants.
Però sens dubte, la peça artística més important de l'església és un tinent d'altar de marbre blanc, esculpit molt probablement per un artesà local del segle VII.